# Piranga szkarłatna
Piranga szkarłatna (Piranga olivacea) – gatunek małego, wędrownego ptaka z rodziny kardynałów (Cardinalidae), wcześniej zaliczany do tanagr (Thraupidae) lub trznadlowatych (Emberizidae). Żeruje wysoko w koronach drzew. Nie wyróżnia się podgatunków.

## Morfologia
Długość ciała 17–19 cm. Samiec – płomiennoszkarłatny, o czarnych skrzydłach i ogonie. Jednoroczne samce bardziej matowe, pomarańczowoczerwone, a skrzydła i ogon mają brązowoczarne. Samice oraz młode z wierzchu zielone, od spodu żółte; skrzydła i ogon od szarobrązowych do czarnobrązowych. Kiedy nadchodzi jesień, samce podobne do samic, lecz zieleń jaskrawsza, ciemię żółtawe, a żółty spód ciała pokryty jest delikatnie pomarańczowym nalotem. Młode są podobne do samicy, z żółtymi paskami na skrzydłach.

## Zasięg, środowisko
Lasy liściaste, szczególnie dębowe, w południowo-środkowej i południowo-wschodniej Kanadzie po południowo-wschodnie USA. Zimę spędza od Panamy przez północno-zachodnią do środkowo-zachodniej części Ameryki Południowej (aż po środkową Boliwię).

## Status
IUCN uznaje pirangę szkarłatną za gatunek najmniejszej troski (LC, Least Concern) nieprzerwanie od 1988 roku. Organizacja Partners in Flight szacuje liczebność populacji lęgowej na około 2,2 miliona osobników. Trend liczebności populacji oceniany jest jako stabilny.